# Bernardo Reyes
Bernardo Reyes (Agosto de 1850, Guadalajara, México – 3 de fevereiro de 1913) foi um general do exército do México durante a presidência de Porfirio Díaz. Serviu como governador do estado de Nuevo León, ajudando à sua modernização.  Enquanto governador de Nuevo León, Reyes aprovou uma lei de compensação de trabalhadores. Foi pai do escritor Alfonso Reyes, e avô da pintora Aurora Reyes. Os seus seguidores eram conhecidos como Reyistas. 
Devido à sua oposição a algumas das políticas de Díaz, Reyes foi enviado numa missão diplomática à Europa para impedi-lo de causar problemas no México.
Juntamente com José Yves Limantour, foi considerado um dos potenciais sucessores de Porfírio Díaz.  Com o posterior desafio de Francisco Madero ao ditador nas eleições de 1910, e posterior início da Revolução Mexicana, as noções anteriores sobre quem deveria suceder a Díaz foram descartadas.
Por algum tempo, Reyes foi apoiante de Madero, mas mais tarde liderou a primeira revolta contra este último.  Após o fracasso desta rebelião, Reyes foi preso.
Em 1913, as forças de Manuel Mondragón libertaram Reyes da prisão, marchando depois para o Palácio Nacional no início da Decena Trágica. Reyes foi morto durante o assalto inicial ao palácio.